# Nikobarhök
Nikobarhök (Tachyspiza butleri) är en fågel i familjen hökar inom ordningen hökfåglar. Den förekommer endast i ögruppen Nikobarerna i Bengaliska viken.

## Utseende och läten
Nikobarhöken är en liten (28–34 cm), skygg hök med korta och spetsiga vingar, medellång stjärt och rätt kraftig näbb. Adulta hanen har ljusgrå ovansida, mörka handpennor och ett mörkt subterminalt band på stjärten. Undersidan är rätt blek med rostfärgat bröst och bandade flanker. Honan och ungfågeln är fylligt rostbrun med tre till fem mörka band på ovansidan av stjärten. Lätet beskrivs i engelsk litteratur som ett tvåstavigt, gällt "kee-wick".

## Utbredning och systematik
Nikobarhök är endemisk för ögruppen Nikobarerna som tillhör Indien. Den delas upp i två underarter med följande utbredning:
- Accipiter butleri butleri – Car Nicobar i norra Nikobarerna
- Accipiter butleri obsoletus – centrala Nikobarerna (Katchall och Camorta)

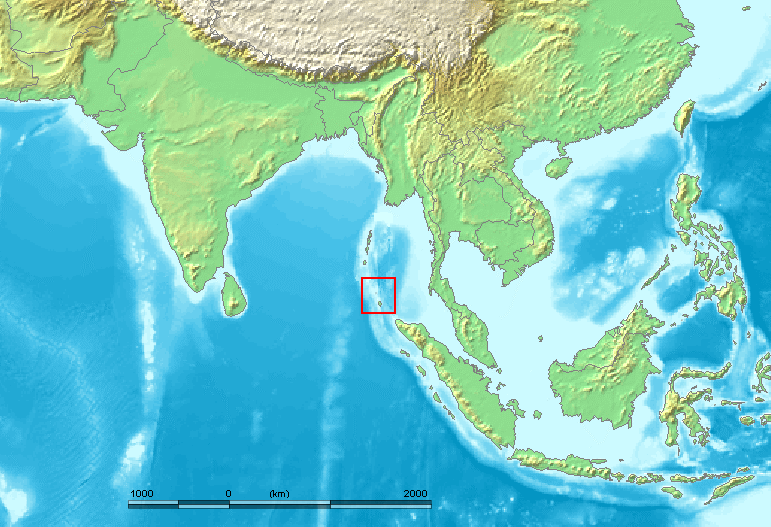
Fågeln är endemisk för Nikobarerna öster om Bengaliska viken.

### Släktestillhörighet
Arten placerades tidigare i släktet Accipiter. Genetiska studier visar dock att släktet så som det traditionellt är konstituerat är parafyletiskt, där kärrhökarna i Circus är inbäddade, men också släktena Erythrotriorchis och Megatriorchis. För att kärrhökarna ska kunna behållas i ett eget släkte delas därför Accipiter delas upp i flera mindre släkten, däriblamd Tachyspiza.

## Levnadssätt
Nikobarhöken verkar vara begränsad till skogsmiljöer. Kunskapen om både dess häckningsbiologin och födan är mycket begränsad, men den har noterats ta ödlor och insekter.

## Status
Nikobarhöken har en liten världspopulation bestående av uppskattningsvis mellan 2 500 och 5 000 vuxna individer. Den tros dessutom minska i antal till följd av skogsavverkning. Internationella naturvårdsunionen IUCN anser den därför vara hotad placerar den i hotkategorin sårbar.

## Namn
Fågelns vetenskapliga artnamn hedrar Edward Arthur Butler (1842-1916), överstelöjtnant i British Army i Gibraltar, Indien och Sydafrika, men även samlare, ornitolog och taxidermist.